# 新建路街道 (忻州市)
新建路街道，是中华人民共和国山西省忻州市忻府区下辖的一个乡镇级行政单位。

## 行政区划
新建路街道下辖以下地区：
北关社区、新建路社区、龙岗社区、长南社区、建南社区、光明街社区、匡村、北关村、六家庄村、逯家庄村和芝郡村。